# 9743 Tohru
A 9743 Tohru (ideiglenes jelöléssel (9743) 1988 GD) a Naprendszer kisbolygóövében található aszteroida. Eleanor F. Helin fedezte fel 1988. április 8-án.